# Homosexualidad y vampiros
La homosexualidad en el vampirismo es un recurso principalmente literario y cinematográfico que se origina en la literatura del siglo XIX y que utiliza la figura del vampiro como símbolo de la sexualidad transgresora y depredadora. En cierta manera, el vampiro es percibido como una metáfora de la homosexualidad donde «el no muerto» es una criatura de apariencia humana pero que debe ocultar su verdadera naturaleza para evitar el rechazo y la persecución de la sociedad que lo rodea. Durante el siglo XX, a medida que la figura del vampiro se «humaniza», esta metáfora transgresora desaparece gradualmente y la homosexualidad vampírica adquiere unas cualidades similares a las de la orientación sexual humana.

## Literatura

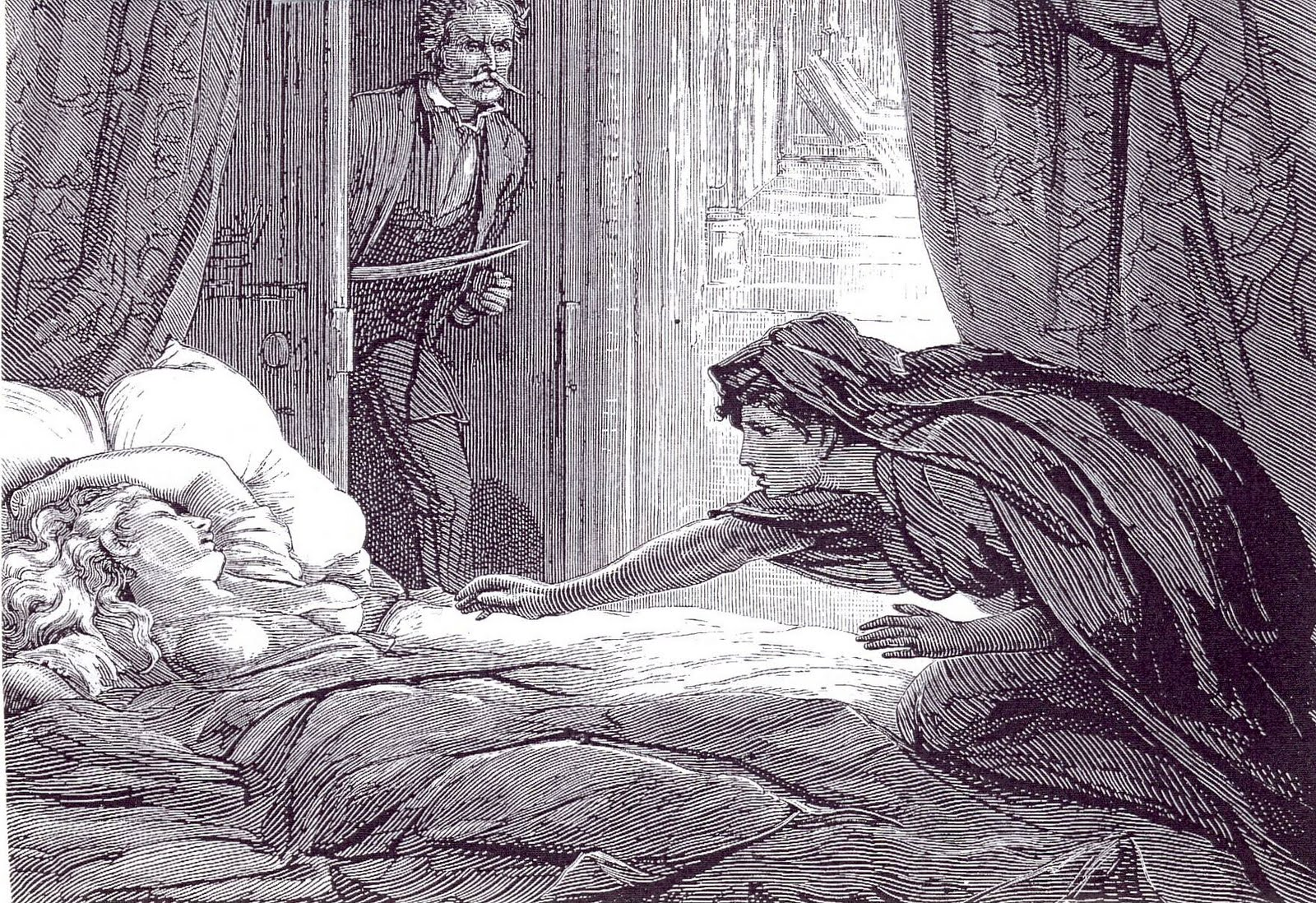
Ilustración de D. H. Friston que acompañó a la primera publicación del relato lésbico de Carmilla en la revista The Dark Blue en 1872.

Las primeras connotaciones homosexuales en la figura del vampiro aparecen en época temprana, inspiradas en la macabra y morbosa leyenda que rodeó a la condesa húngara Erzsébet Báthory —quien, según las acusaciones, secuestraba doncellas para bañarse en su sangre y conservar su juventud y belleza y, según aportaciones posteriores, para obtener un sádico placer sexual—.
Las primeras vampiras del siglo XIX, a menudo inspiradas en la figura de la condesa, adquirieron cierto comportamiento lésbico. En el poema Christabel (1797) de Samuel Taylor Coleridge, la protagonista es seducida por la vampira Geraldine, una bellísima hechicera que la convence de que la lleve a dormir a su alcoba. Este poema y otros relatos de vampiras femeninas alcanzan su culminación en Carmilla (1872) de Joseph Sheridan le Fanu, donde la figura de la vampira adquiere una naturaleza completamente seductora y depredadora.
A veces, luego de un lapso de apatía, mi extraña y hermosa compañera solía tomar mi mano y retenerla con un cariñoso apretón reiterado una y otra vez; se ruborizaba suavemente, me miraba a la cara con ojos lánguidos y ardientes y respiraba tan rápido que su vestido ascendía y descendía al compás de la agitación. Se parecía a la pasión de un enamorado; me perturbaba sobremanera; era odioso y, sin embargo, arrollador; y con ojos empañados me estrechaba contra ella y sus cálidos labios cubrían mis mejillas de besos. En tales circunstancias susurraba casi sollozando:-Tú eres mía y serás mía, y tú y yo hemos de ser una sola para siempre. (Carmilla, Capítulo 4)
En esencia, era una forma de insinuar la idea prohibida del lesbianismo en un contexto fantástico al margen de la censura de la sociedad real.
La homosexualidad masculina aparece reflejada directamente por primera vez en el relato Manor (1884) de Karl Heinrich Ulrichs, donde el vampirismo está estrechamente ligado a la relación prohibida entre dos jóvenes, cuyo amor sobrevive a la muerte de uno de ellos. A pesar de la oposición de la comunidad al vampirismo, finalmente ambos encuentran la paz en la muerte. En La verdadera historia de un vampiro (1894) de Eric Stenbock, el autor utiliza la homosexualidad masculina como un reflejo trágico del vampirismo, aunque prima su intención de realizar una parodia de Carmilla.
Durante el siglo XX, la utilización de la figura del vampiro como símbolo de homosexualidad se ve limitada por la censura oficial, aunque existen algunos relatos donde esa connotación aparece más o menos insinuada, como en La casa del vampiro (1907) de George Sylvester Viereck, donde un joven artista es seducido por su mentor, que pretende arrebatarle su creatividad. A medida que durante el siglo XX se desarrolló un tipo de literatura dirigido hacia un público homosexual, el vampiro perdió su sexualidad transgresora como parte de su naturaleza depredadora, y la homosexualidad se convirtió en un rasgo más del mismo, sin una diferencia clara de la homosexualidad. En la saga de las Crónicas Vampíricas (1976-2014) de Anne Rice se alternan diversos personajes con un intenso contenido homoerótico, como Lestat y Louis o Marius y Armand. En El alma del vampiro (1992) de Poppy Z. Brite, muchos de los personajes mantienen una gran carga de ambigüedad sexual, o directamente una orientación homosexual, con descripciones vívidas que constituyen uno de los elementos del estilo de la autora.
Con la revolución sexual de fines del siglo XX, la homosexualidad vampírica ocupó su lugar entre la literatura del género, mostrando vampiras lesbianas que a menudo reflejan los rasgos de su predecesora Carmilla o vampiros andróginos de aspecto romántico, bien como elementos de trasfondo secundario, publicaciones eróticas o directamente pornográficas. En la saga de True Blood (2001-2013), los vampiros a menudo poseen una orientación sexual ambigua y vinculada a su naturaleza depredadora. Según Charlaine Harris, la autora de la saga, su intención era crear un escenario impulsado por los conflictos de integración de una minoría marginada, utilizando a los vampiros como modelo. En el comienzo de la saga, se hace alusión a la revelación de los vampiros al mundo como «el día que los vampiros salieron del ataúd». La reciente novela Déjame entrar (2004) de John Ajvide Lindqvist continúa con la sexualidad transgresora de la figura del vampiro, en esta ocasión situada en el amor entre dos niños, Oskar y Eli, este último un vampiro masculino que fue castrado como parte de un juego morboso y que desde entonces ha adoptado una identidad femenina.

## Cine
La fuerte influencia de Carmilla en la homosexualidad vampírica sin duda influye en que las muchas obras cinematográficas del género muestren vampiras con connotaciones lésbicas, insinuadas o directas.
Dracula's Daughter (1936) mostró las primeras insinuaciones de atracción lésbica en las películas de vampiros, especialmente en la escena en la que el personaje protagonista, la condesa Zaleska, interpretada por Gloria Holden, se alimentaba de una atractiva joven a la que ha invitado a su casa para que pose para ella. La productora Universal Films proclamó la atracción de la condesa vampira por las mujeres con el anuncio: “¡Salvad a las mujeres de Londres de la hija de Drácula!”.
Aunque Carmilla fue adaptada al cine muy libremente por Carl Theodor Dreyer en La bruja vampiro (1932), el lesbianismo del personaje no es reflejado hasta 1960 con la película Blood and Roses (1960) de Roger Vadim. Un contenido lésbico más explícito fue proporcionado en la conocida como Trilogía de los Karnstein, tres películas de los Hammer Studios libremente inspiradas en Carmilla. The Vampire Lovers (1970) fue la primera con Ingrid Pitt y Madeline Smith como protagonistas. Era una lectura relativamente fiel al relato de Sheridan le Fanu, pero con un contenido más violento y sexual. Lust for a Vampire (1971) retomó el personaje de Yutte Stensgaard interpretado por Ingrid Pitt, que regresaba como una vampira que acechaba a las estudiantes de un colegio femenino. En esta versión se enamoraba del profesor masculino de la escuela. Twins of Evil (1972) quizás fue la menos lésbica de la trilogía, protagonizada por dos gemelas reales, Madeleine y Mary Collison, modelos de la revista Playboy, en gran parte debido a las restricciones de la censura, que llevó a la productora a eliminar varias de las escenas previstas.
Lemora (1973) continúa con el tópico del lesbianismo uniéndolo con la corrupción de la inocencia. La protagonista es una niña que es perseguida por una vampira con matices de lujuria. Ha sido una de las películas de vampiros más censuradas y prohibidas.
Entre otras películas donde aparecen vampiras lesbianas destacan Vampyros Lesbos (1971) de Jesús Franco, Vampyres (1974) de José Ramón Larraz y The Hunger (1983). Por su parte las películas de vampiros del director francés Jean Rollin normalmente contienen algún tipo de elemento lésbico dentro de su contenido sexual. Más adelante, Seduction Cinema Productions produjo varias películas eróticas lésbicas, como The Vampire’s Seduction (1997) y otros títulos como The Erotic Rites of Countess Dracula (2001).
Una forma más especializada de lesbianismo vampírico incluye la atracción incestuosa, bien implícita o consumada. La película de 2007 Mil Máscaras contra la momia azteca incluye una escena entre dos gemelas vampiras adolescentes que expresan su atracción mutua como parte de un intento para atraer al luchador Mil Máscaras a un trío sexual que en realidad es una trampa.
Aunque desde los inicios del cine de vampiros, aparecen vampiros masculinos atacando a personajes masculinos, por lo general estos actos aparecen despojados de toda connotación sexual y como elementos de la naturaleza depredadora y monstruosa de los vampiros, y los ejemplos a menudo se ven reducidos por los límites de la censura. En muchos casos los vampiros masculinos del cine nunca se alimentan de hombres, enfrentándose a ellos en combates violentos como meros adversarios y no como objeto de deseo alimenticio y sexual. The Brides of Dracula (1960) profundiza en los aspectos sexuales del vampirismo con sugerencias implícitas e indirectas de incesto, sadomasoquismo y homosexualidad por parte del Barón Meinster, el villano de la película.
La homosexualidad vampírica masculina aparece reflejada directamente por primera vez como elemento cómico en The Fearless Vampire Killers (1967), de Roman Polanski, donde aparece el primer vampiro gay del cine, el afeminado hijo del conde Von Krolock.
Los ejemplos de homosexualidad masculina en el cine de vampiros siguen siendo escasos, salvo adaptaciones como Interview with the vampire (1994) de Neil Jordan, donde existe una relación sexual latente entre sus protagonistas o alguna producción ocasional.
Mención aparte merece el cine pornográfico, donde la figura del vampiro ha sido utilizada en diversas películas, derivada de su éxito como figura erótica, pero donde la sexualidad adquiere la relevancia propia del género, y el vampirismo es simplemente un elemento de trasfondo. Entre ellas hay varias producciones homosexuales, tanto masculinas como femeninas. Existen diversos ejemplos como Dracula and the Boys (1969), Gayracula (1983), The Vampire of Budapest (1995), Lust For Dracula (2005) (versión lésbica de Drácula) y Twinklight (2010) (versión gay de Crepúsculo).

## Otros medios
El cómic, especialmente de género erótico, ha utilizado la homosexualidad vampírica en sus relatos, pero no constituye un elemento especialmente destacado dentro del género, a menudo en un plano secundario.
Entre algunos ejemplos se encuentran el manga Vampire Princess Miyu, donde existen ciertas connotaciones homoeróticas entre la vampira Miyu y su adversaria Himeko, quien intenta luchar contra ella.
En la televisión, la homosexualidad vampírica ha aparecido de forma muy ocasional, siendo la principal excepción la serie televisiva The Lair, debido principalmente a que va dirigida a un público homosexual. En la telenovela chilena sobre vampiros Conde Vrolok, el personaje Úrsula Donoso mantenía relaciones lésbicas con varias mujeres de la trama.
El lesbianismo vampírico es también un motivo que ha aparecido en la serie de TV True Blood; las vampiras Pam de Beaufort y Sophie-Anne Leclerq son algunos de los ejemplos más visibles en la serie.